# いろは唄
「いろは唄」（いろはうた）は、音声合成ソフト・鏡音リン歌唱のVOCALOID楽曲。2009年2月11日、日本のボカロP・銀サクによって発表された。
なお、後年の2010年、本楽曲のカバーソングを収録し、声優ユニット・フェロ☆メン（諏訪部順一・鳥海浩輔）の2枚目シングルとしても発売された。

## 概要
2009年に動画投稿サイト・ニコニコ動画に投稿された本楽曲は、作詞・作曲を手掛けた銀サク初の投稿作品かつ初のVOCALOID使用楽曲である。MV制作にあたって、銀サクが「非常勤メンバー」だった同人サークル「不知夜月～Izayoi Moon～」のあちゃ（どあらP）が動画制作、riria009がイラストの作画を担当した。
古歌「いろは歌」のフレーズが歌詞の随所に使用されており、「色は匂へど 散りぬるを 我が世誰ぞ 常ならん」と「有為の奥山 今日越えて 浅き夢見じ 酔ひもせず」がサビの歌詞に使われている。このほか、「イロハニホヘトチリヌルヲ」と仮名どおりに歌う箇所もある。
EXIT TUNES から2010年5月19日に発売され、5月31日付のオリコン週間ランキングにて1位を獲得したコンピレーションアルバム『EXIT TUNES PRESENTS Vocalogenesis feat.初音ミク』などのアルバムに収録されている。

## 楽曲収録

### オリジナル版
| 発売日         | タイトル                                                      | 規格品番               | 収録曲                               | 備考               |
| -------------- | ------------------------------------------------------------- | ---------------------- | ------------------------------------ | ------------------ |
| 2010年5月19日  | EXIT TUNES PRESENTS Vocalogenesis feat.初音ミク               | QWCE-00161             | いろは唄                             | EXIT TUNES         |
| 2011年1月5日   | ニコニコ東方見聞録 原曲集                                     | DGBA-10004             | いろは唄                             | BinaryMixx Records |
| 2011年3月2日   | VOCALO LOVERS feat.初音ミク                                   | MUCD-1246              | いろは唄                             | DREAMUSIC          |
| 2011年10月5日  | VOCALO★TRANCE BEST                                            | AVCD-38312             | いろは唄 （OVERHEAD CHAMPION REMIX） | avex trax          |
| 2011年10月26日 | 初音ミク -Project DIVA- Arcade-Original Song Collection Vol.2 | DGSA-10024             | いろは唄                             | dmARTS             |
| 2011年11月9日  | 初音ミク -Project DIVA- extend Complete Collection            | MHCL-1988              | いろは唄                             | Sony Music Direct  |
| 2012年4月4日   | EXIT TUNES PRESENTS Vocalogemini feat.鏡音リン、鏡音レン      | QWCE-00220             | いろは唄                             | EXIT TUNES         |
| 2012年4月25日  | 花楽里漫葉集 feat.初音ミク                                    | YICQ-10210B YICQ-10211 | いろは唄                             | HPQ                |
| 2013年8月30日  | 初音ミク ライブパーティー2013 in Kansai(ミクパ♪)              | MKPD-2002 MKPB-2002    | いろは唄                             | MAGES              |

### カバー
| 発売日         | タイトル                                                                   | 規格品番                           | 収録曲                                       | 備考               |
| -------------- | -------------------------------------------------------------------------- | ---------------------------------- | -------------------------------------------- | ------------------ |
| 2010年3月17日  | EXIT TUNES PRESENTS 神曲を歌ってみた 2                                     | QWCE-00157                         | いろは唄 feat. clear                         | EXIT TUNES         |
| 2010年6月16日  | EXIT TUNES PRESENTS イケメンボイスパラダイス                               | QWCE-00162                         | いろは唄 feat.clear                          | EXIT TUNES         |
| 2010年9月8日   | clear『dearest』                                                           | DGSA-10001                         | いろは唄 - DasocleaR                         | dmARTS             |
| 2010年12月31日 | 4×4                                                                        | (配信限定)                         | いろは唄 feat.【蓮】×銀サク                  |                    |
| 2011年3月16日  | EXIT TUNES PRESENTS 神曲を歌ってみた 4                                     | QWCE-00186                         | いろは唄 feat.ぐるたみん                     | EXIT TUNES         |
| 2011年4月27日  | ニコニコ東方見聞録 歌ってみた～キャストボーカル集～                        | DGBA-10008                         | いろは唄 feat.蛇足                           | BinaryMixx Records |
| 2011年6月15日  | EXIT TUNES PRESENTS イケメンボイスパラダイス 3                             | QWCE-00193                         | いろは唄 feat.しゃむおん                     | EXIT TUNES         |
| 2011年8月3日   | 赤飯『EXIT TUNES PRESENTS SEKIHAN the GOLD』                               | QWCE-10035                         | いろは唄 feat.練りご飯（nero×赤飯）          | EXIT TUNES         |
| 2011年12月28日 | ぐるたみん『EXIT TUNES PRESENTS ぐ 〜そんなふいんきで歌ってみた〜』        | QWCE-00214                         | いろは唄 feat.ぐるたみん                     | EXIT TUNES         |
| 2012年3月7日   | 秋葉工房ふぇすたpresents 歌ってみたベストセレクション                      | FLLM-010                           | いろは唄 feat.ASK, 疲れた男, 青もふ & 茶茶子 | Full Moon          |
| 2012年3月21日  | しゃむおん『春色ポートレート』                                             | QWCE-00223                         | いろは唄 feat.しゃむおん                     | EXIT TUNES         |
| 2012年9月5日   | ナノウ『unsung』                                                           | DGLA-10015                         | いろは唄                                     | BALLOOM            |
| 2012年9月19日  | VOCALOID × V-ROCK collection                                               | FARM-0308                          | いろは唄 feat.ADAPTER。                      | FARM RECORDS       |
| 2012年11月21日 | 杵家七三社中『和楽花道中 杵家七三社中 傑作撰～ボカロ曲を演奏して戴いた～』 | YICQ-10254B YICQ-10255 YICQ-10256  | いろは唄                                     | HPQ                |
| 2013年9月18日  | recog『recognize』                                                         | QWCE-00298                         | いろは唄 feat.recog                          | EXIT TUNES         |
| 2014年3月19日  | EXIT TUNES PRESENTS アクターズ                                             | QWCE-00328                         | いろは唄 feat.坪井智浩                       | EXIT TUNES         |
| 2014年4月23日  | 和楽器バンド『ボカロ三昧』                                                 | AVCD-38933B AVCD-38934B AVCD-38935 | いろは唄                                     | avex trax          |
| 2014年11月26日 | 和楽器バンド『ボカロ三昧大演奏会』                                         | AVBD-92168 AVXD-92170              | いろは唄                                     | avex trax          |
| 2014年12月03日 | ACTORS - Extra Edition 3 -feat.陽太、鷲帆、牧                              | QWCE-00399                         | いろは唄 feat.鷲帆（演：竹内良太）           | EXIT TUNES         |
| 2015年3月4日   | #IVPB ～イケメンボイスパラダイスベスト～                                   | QWCE-00441                         | いろは唄 feat.clear                          | EXIT TUNES         |
| 2015年12月16日 | 小林幸子『さちへんげ』                                                     | SK-5884                            | いろは唄 feat.小林幸子                       |                    |
|                | Gero『動画サイト人気歌い手CD Vol.2 ホストクラブ smiley*2』                 |                                    |                                              |                    |

## シングル
諏訪部順一と鳥海浩輔による男性声優デュオ「フェロ☆メン」の2ndシングルとしてカバーされた。
諏訪部順一のブログによると、原曲の公開直後に偶然耳にし「フェロ☆メンでこれはやりたい!!」と感じたという。キャッチコピーは『今宵、アナタト愛ニイク…』。
初回限定盤と通常版が同時発売され、初回限定盤には「いろは唄」のミュージック・ビデオ・クリップを収録したDVDがつく。カップリングの「失楽園～Lament for Eros～」は初回と通常でバージョンが異なる。
購入者から抽選で「東京都内某所」でのプレミアムイベント＜至極の快楽宴＞に招待される予定である。加えて、石丸ソフトとアニメイトの特定店舗での購入者を対象に、5月16日広島・5月22日東京秋葉原・5月23日大阪で、小規模ホールを使った発売記念イベントが予定されている。

### 収録曲
- 全曲、編曲：山本健司

#### 初回限定盤
1. いろは唄 [4:10]
作詞・作曲：銀サク
2. 失楽園 〜Lament for Eros〜 [noir] [4:40]
作詞：諏訪部順一、作曲：清岡千穂
3. いろは唄（instrumental）
4. 失楽園 〜Lament for Eros〜 [noir]（instrumental）

#### 通常盤
1. いろは唄 [4:10]
2. 失楽園 〜Lament for Eros〜 [rouge] [4:40]
3. いろは唄（instrumental）
4. 失楽園 〜Lament for Eros〜 [rouge]（instrumental）